# Mausoleo di Mevlana

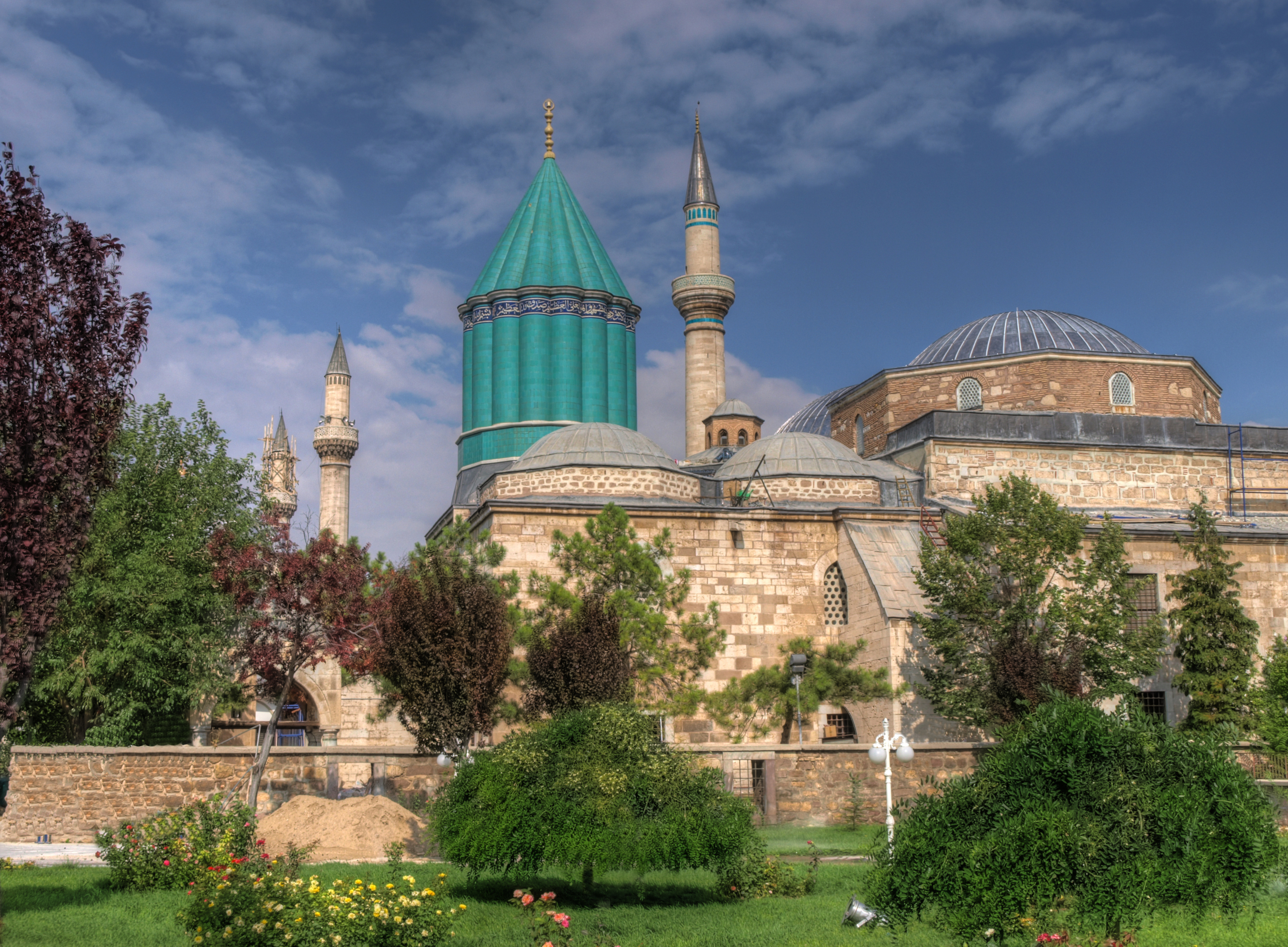
Mausoleo di Mevlâna

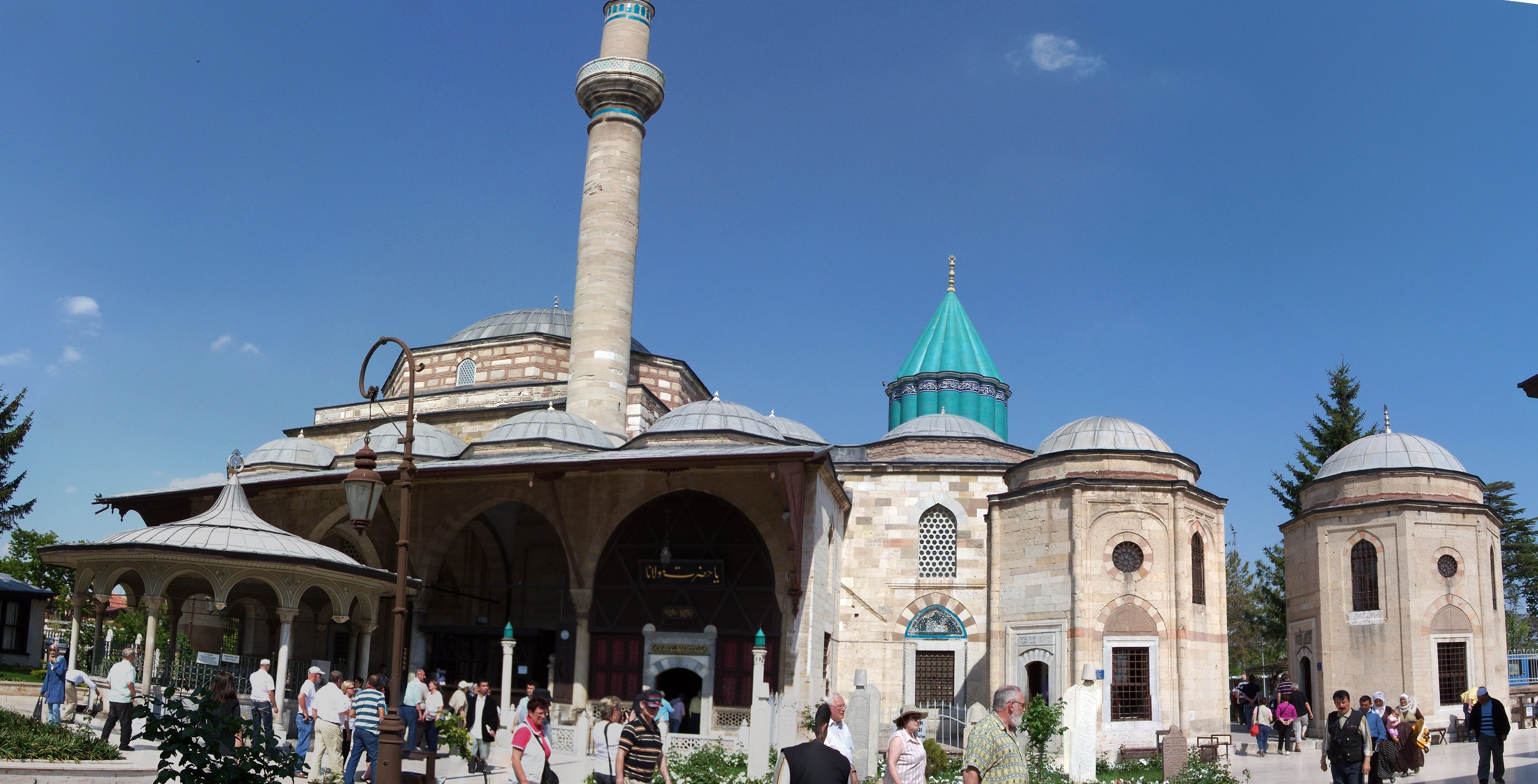
Il mausoleo di Mevlâna, il şadırvan e la cupola verde.

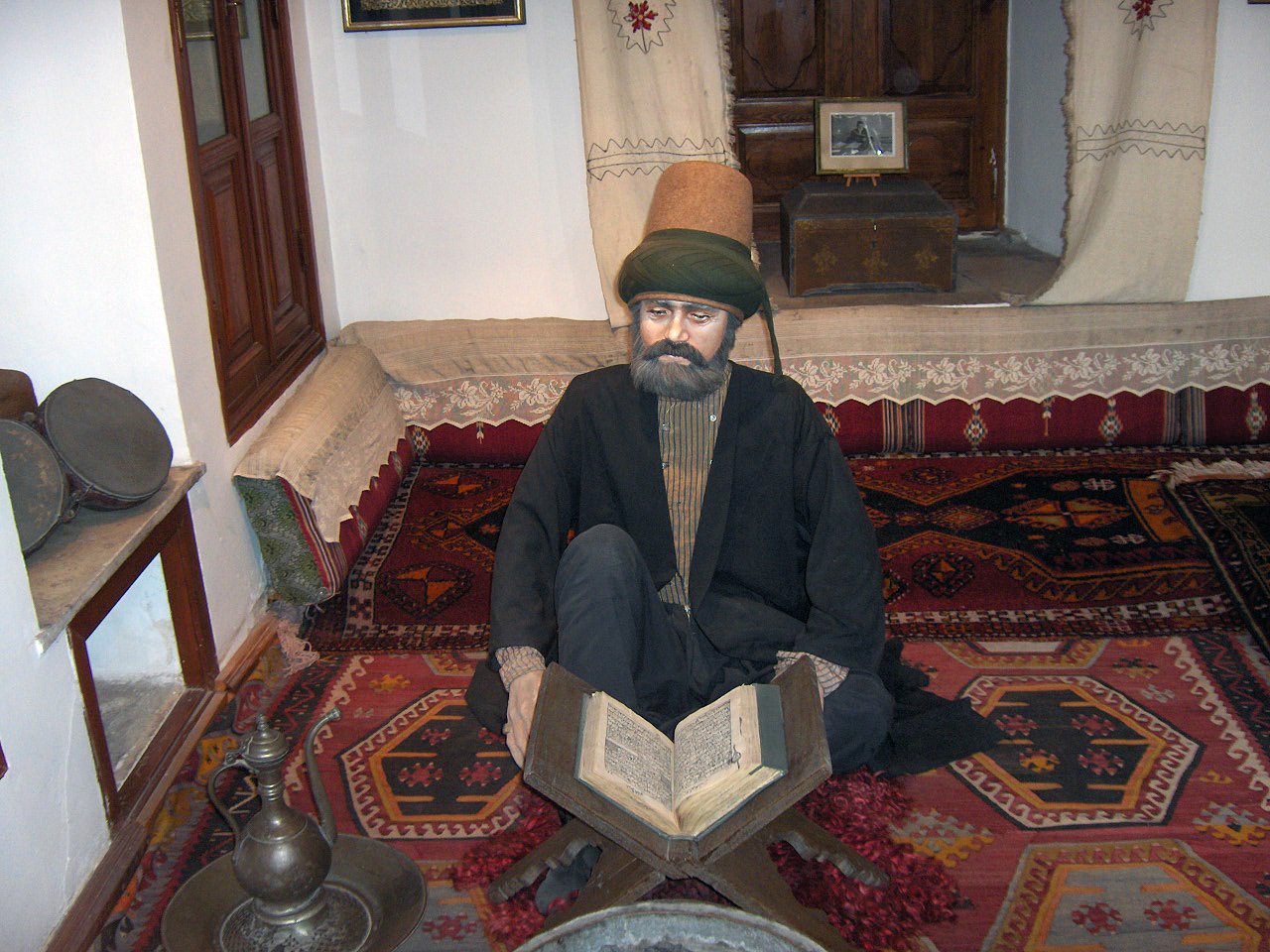
Modello di studioso derviscio.

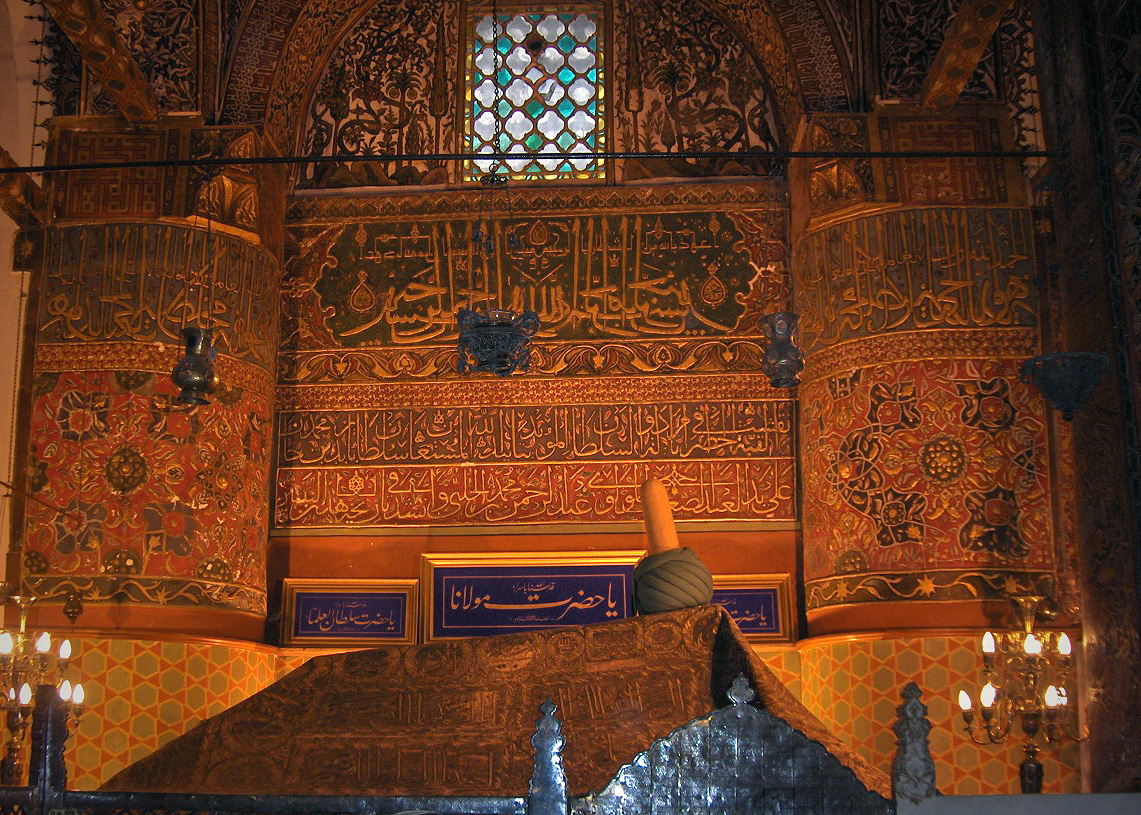
Sarcofago di Mevlâna.

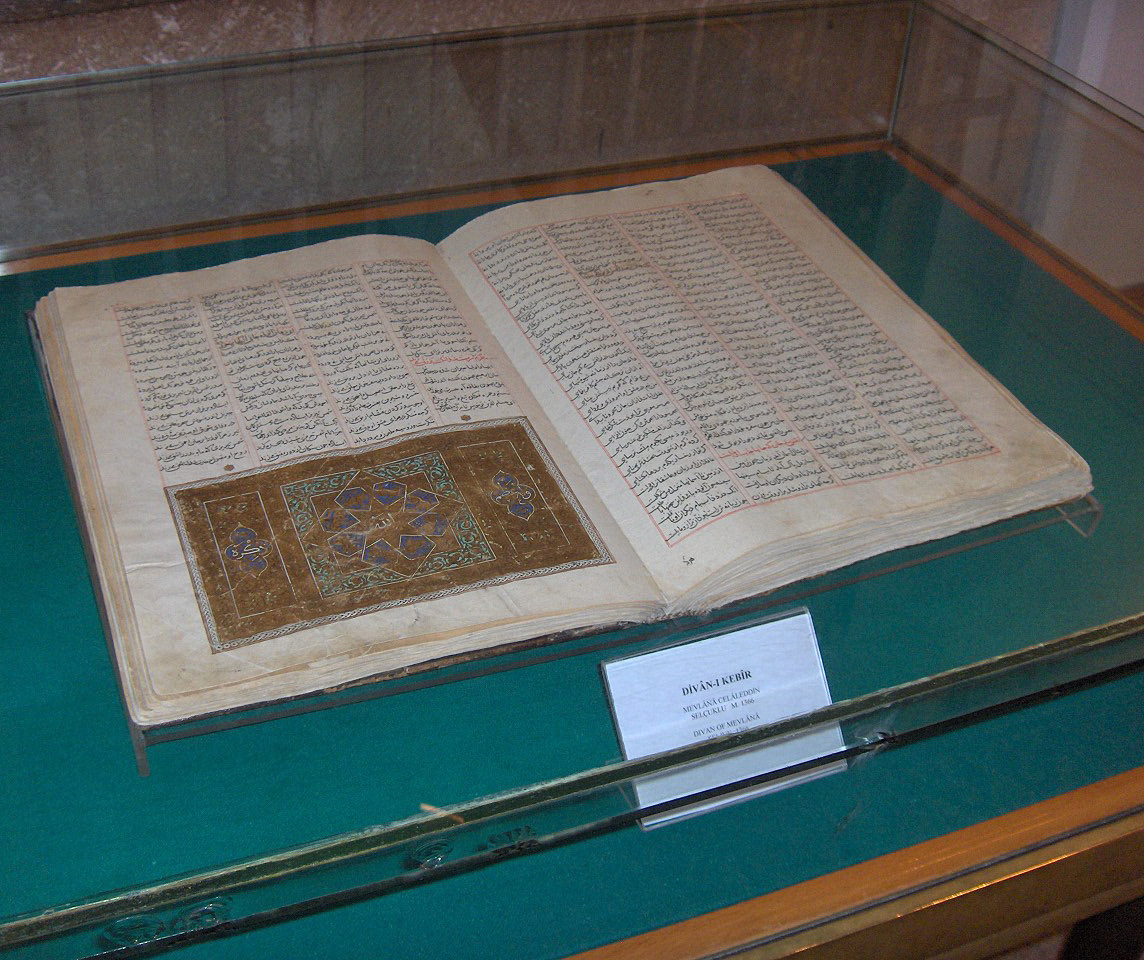
Divan-ı-Kebir del 1366.

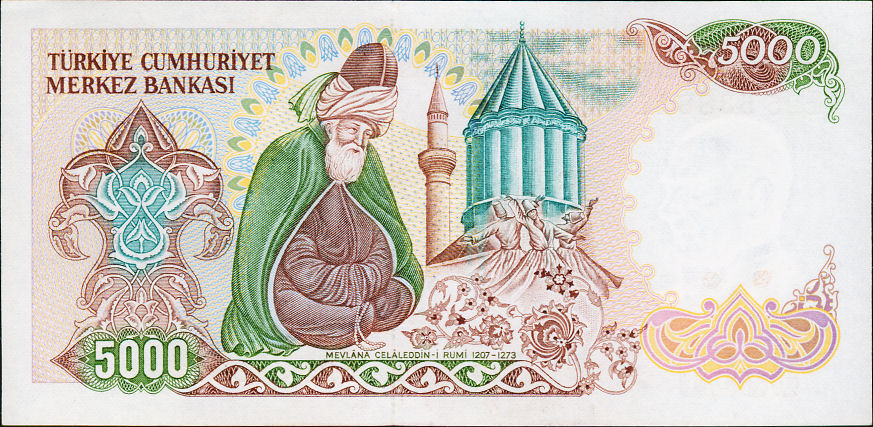
Verso della banconota di 5000 lire turche (1981-1994)

Il mausoleo di Mevlâna, situato a Konya, in Turchia, è il luogo in cui sono conservate le spoglie di Gialal al-Din Rumi, un sufi mistico persiano noto anche come Mevlâna o Rumi. Fu anche capo dei dervisci (tekke) dell'ordine Mevlevi, più noto come dervisci rotanti.

## Storia
'Ala' al-Din Kayqubad, il sultano selgiuchide che aveva invitato Mevlâna a Konya, offrì il suo giardino delle rose come luogo di sepoltura del padre di Rumi, Baha' ud-Din Walad (anche noto come Bahaeddin Veled), quando questi morì il 12 gennaio 1231. Quando Mevlâna morì, il 17 dicembre 1273, venne inumato vicino a suo padre.
Il successore di Mevlâna, Hüsamettin Çelebi decided, decise di costruire un mausoleo (Kubbe-i-Hadra) sulla tomba del suo maestro. La costruzione selgiuchide, realizzata dall'architetto Behrettin Tebrizli, venne completata nel 1274. Gürcü Hatun, la moglie dell'emiro selgiuchide Suleyman Pervane, e l'emiro Alameddin Kayser realizzarono la costruzione. Il tamburo cilindrico della cupola poggiava originariamente su quattro pilastri. La cupola conica a punta, che è coperta con ceramica turchese, s'ispira chiaramente all'architettura delle cupole delle chiese dell'Armenia. 
Diverse altre costruzioni vennero aggiunte fino al 1854. Selimoğlu Abdülvahit decorò gli interni ed eseguì il catafalco in legno scolpito.
Un decreto del 6 aprile 1926 confermò che, il mausoleo e anche sede dell'ordine dei dervisci (Dergah), doveva essere trasformato in museo, che fu aperto il 2 marzo 1927. Nel 1954 venne rinominato "Museo di Mevlâna".
Si entra nel museo attraverso il cancello principale (Devisan Kapısı) accedendo ad un cortile pavimentato in marmo. La cucina dei dervisci ( Matbah) e la tomba di Hurrem Pasha, costruita durante il regno di Solimano il Magnifico, si trovano sul lato destro. Sul lato sinistro sono 17 celle di dervisci, allineate, coperte da piccole cupole e costruite durante il regno di Murad III. La cucina era utilizzata anche per educare i dervisci, insegnando loro la Sema. La Sadirvan (fontana delle abluzioni), nel mezzo del cortile, è stata costruita da Yavuz Sultan Selim.
Si entra nel mausoleo, una piccola moschea, attraverso il cancello della tomba (turbe Kapisi). Le due porte sono decorate con motivi selgiuchidi e un testo persiano del Mullā Abdurrahman Cami risalente al 1492. Danno accesso alla piccola stanza Tilavet (Tilavet Odası), decorata con rare e preziose calligrafie ottomane negli stili sulus, naskh e talik. In questa sala veniva continuamente recitato e cantato il Corano prima che il mausoleo fosse trasformato in un museo.
Si entra nel mausoleo dalla sala Tilavet attraverso una porta ricoperta d'argento, secondo un'iscrizione incisa sulla stessa, dal figlio di Mehmed III nel 1599. Sul lato sinistro si trovano sei cenotafi di dervisci, disposti in due file di tre (Horasan Erler), che avevano accompagnato Mevlâna e la sua famiglia da Belkh. Di fronte a queste, su una piattaforma rialzata, coperta da due cupole, si trovano i cenotafi di alcuni discendenti della famiglia di Mevlâna (moglie e figli) e di alcuni membri di alto rango dell'ordine Mevlevi.
Il sarcofago di Mevlana si trova sotto la cupola verde (Kibab'ulaktab). È coperto con un drappo in broccato, ricamato in oro con versi del Corano. Questo, e tutte le altre coperture, sono un dono del sultano Abdul Hamid II del 1894. L'attuale camera sepolcrale si trova sotto di esso. Accanto al sarcofago di Mevlâna ce ne sono molti altri, tra cui quello del padre Bahaeddin Veled e di suo figlio Sultan Veled. Il sarcofago di legno di Mevlana, risalente al XII secolo, si trova ora sulla tomba del padre. Si tratta di un capolavoro selgiuchide di scultura in legno. Il reticolo d'argento, che separa i sarcofagi dalla sezione principale, è stato costruito da Ilyas nel 1579.
La Sala rituale (Semahane) fu costruita sotto il regno di Solimano il Magnifico alla stessa epoca in cui venne realizzata la piccola moschea. In questa sala i dervisci erano soliti celebrare la Sema, la danza rituale, al ritmo di strumenti musicali quali, kemence (un piccolo violino con tre corde), keman (un grande violino), halile (un piccolo piatto), daire (un piccolo tamburo), kudüm (un tamburo), rebab (una chitarra) e flauto, suonato dallo stesso Mevlâna. Tutti questi strumenti sono esposti in questa sala, assieme ad un antico Kırşehir - tappeto di preghiera (XVIII secolo), abbigliamento liturgico (compresi abiti di Mevlâna) e quattro lampade da moschea in cristallo (egiziane del XVI secolo, epoca mamelucca). Nella stanza si trova anche un raro Divan-i-Kebir (collezione di poesia lirica) del 1366 e due esemplari rari del masnavi (libro di poemi scritto da Mevlâna) dal 1278 al 1371.
L'annessa piccola moschea (Masjid) viene oggi usata per l'esposizione di una collezione di antichi esemplari illustrati del Corano e preziosi tappeti da preghiera. Vi è anche uno scrigno (Sakal-i Ṣerif), decorato con madreperla, contenente la sacra barba di Maometto.
Il mausoleo è stato utilizzato per illustrare il retro della banconota da 5000 lire che ebbe corso legale nel periodo 1981-1994.